# 레미 가르드
레미 가르드(Remi Garde, 1966년 4월 3일 ~ )는 프랑스의 축구 감독, 전직 축구 선수이다. 올랭피크 리옹 선수와 RC 스트라스부르 선수, 아스널 FC 선수를 거쳐 애스턴 빌라 감독을 지냈으나 부임 5개월 만에 계약해지 통보를 받고 해임되었다.